# Athr
Athr o Àtthar fou una regió al sud-oest de l'Aràbia Saudita (just al nord-oest del Iemen), a la vora de la Mar Roja, entre Djayzan i Hamida (al-Hamdani) ocupant per tant la regió modernament coneguda com a Asir. Fou un emirat als segles x i xi.
Les ciutats principals foren: Athr, Haly, Baysh (Umm al-Khasbah) Djurayb i Sirrayn. Els uadis principals són els d'al-Aman, Baysh, Rim, Imramram i Zanif al-Amul.
El nom el portava abans del segle x quan l'emir d'Aththar, Sulayman ibn Tarf al-Hakami, governador vassalls dels zaidites del Iemen, es va fer independent a Athr (961) i després es va apoderar de tota la regió, que va rebre el nom de Mikhlaf dels Tarfites (Mikhlaf Ibn Tarf) o Mikhlaf el Sulaymaní (Mikhlaf al-Sulaymani). Durant segles fou conegut per aquests noms i sovint només com a Mikhlaf (nom que ha arribat fins a temps moderns doncs encara s'utilitza), tot i que a partir del segle xix la regió s'anomenà regió d'Asir.
El 1067/1068 els tarfites, aliats als etíops, foren derrotats a al-Zaraib per l'emir sulàyhida Ali ibn Muhammad. En revenja, fou amb la cooperació dels tarfites que els sulaymànides es van poder apoderar del Mikhlaf (segle xi) i van arribar fins a la Meca on van exercir una hegemonia temporal breu fins a ser suplantats pels haiximites. Els sulaymànides es van establir a Djayzan i branques de la dinastia es van establir a Athr, Sabya, Damad i a altres llocs fins a la conquesta aiúbida el 1165.
La ciutat d'Athr, situada entre Djayzan i Bayd. La manca d'aigua i l'embassament de l'aigua de la badia va provocar el seu abandonament al segle xiii i el 1300 ja portava força anys en runes. Segons Djanadi les illes Farasan, situades enfront, es van dir Athr fins al segle xiii, però no consta això en cap mapa i el lloc que més hi podria correspondre és el Khor Abu es-Seba o Khawz (al-Djaafira) a 32 km al nord de Djayzan.